# Tazzjana Tkatschowa
Tazzjana Tkatschowa (häufig englisch transkribiert: Tatsiana Tkachova; belarussisch Таццяна Ткачова; * 1988 oder 1989 in Krasnapolle, Belarus) ist eine belarussische Dokumentarfotografin. Sie wurde 2020 mit dem zweiten Preis des World Press Photo Awards in der Kategorie Porträts/Stories ausgezeichnet.

## Werdegang
Tkatschowa stammt aus der Mahiljouskaja Woblasz und absolvierte ab 2010 ein Studium in Minsk an der Belarussischen Staatlichen Universität für Kultur und Kunst, das sie 2014 mit einem Abschluss in Kulturwissenschaft beendete. Hieran schloss sie bis 2016 ein weiteres Studium an der privaten Akademie für Dokumentarfotografie und Fotojournalismus „Fotografika“ in Sankt Petersburg an.
Vier Jahre lang war sie im Staatlichen Museum für belarussische Literaturgeschichte in Minsk als Kuratorin tätig.  Danach arbeitete sie als Fotojournalistin für die staatliche Zeitung Swjasda. Ihre Fotos werden in internationale Medien veröffentlicht, darunter Spiegel Online, The Guardian, Lenta und weitere.
2017 bis 2018 unterrichtete sie Fotojournalismus beim belarussischen Journalistenverband.

## Arbeiten
Tatjana Tkatschowas Schwerpunktthema sind Frauen. Für ihre Reportage von 2018, Between Right and Shame (dt. Zwischen Recht und Scham) über belarussische Frauen, die einen Schwangerschaftsabbruch hinter sich haben, wurde sie 2020 mit einem zweiten Preis im World Press Photo Award ausgezeichnet.
Eine Reportage über das Dorf ihrer Kindheit (Malostovka) wurde mit mehreren Preisen ausgezeichnet. Für die Reportage Veras seasons (dt. Veras Jahreszeiten) zeichnete sie die Lebensgeschichte einer alten Frau anhand ihrer vielfältigen Garderobe auf.

## Auszeichnungen
- 2016: Vilnius Photo Circle, Gewinnerin[10]
- 2018: Uglitsch Fotofestival, Gewinnerin mit Veras seasons[11]
- 2020: 2. Platz, World Press Photo Award Kategorie Porträts/Stories[3]